# Chiesa di Santa Maria Assunta (Lestans)
La chiesa di Santa Maria Assunta è la parrocchiale di Lestans, frazione del comune di Sequals, e diocesi di Concordia-Pordenone; fa parte della forania di Spilimbergo.

## Storia
La chiesa fu edificata agli inizi del XVI secolo sui resti di un edificio precedente, probabilmente risalente ai secoli X-XI, ma citata solo a partire dal XII secolo.
Il campanile probabilmente era l'antica torre della centina di Lestans.

## Interno
All'interno il coro presenta uno dei più importanti ciclo di affreschi di Pomponio Amalteo, con raffigurazioni tratte dal Vecchio e dal Nuovo Testamento. La realizzazione era stata originariamente commissionata al Pordenone nel 1525, il quale tracciò i disegni preparatori e quindi affidò l'esecuzione all'Amalteo, suo genero.

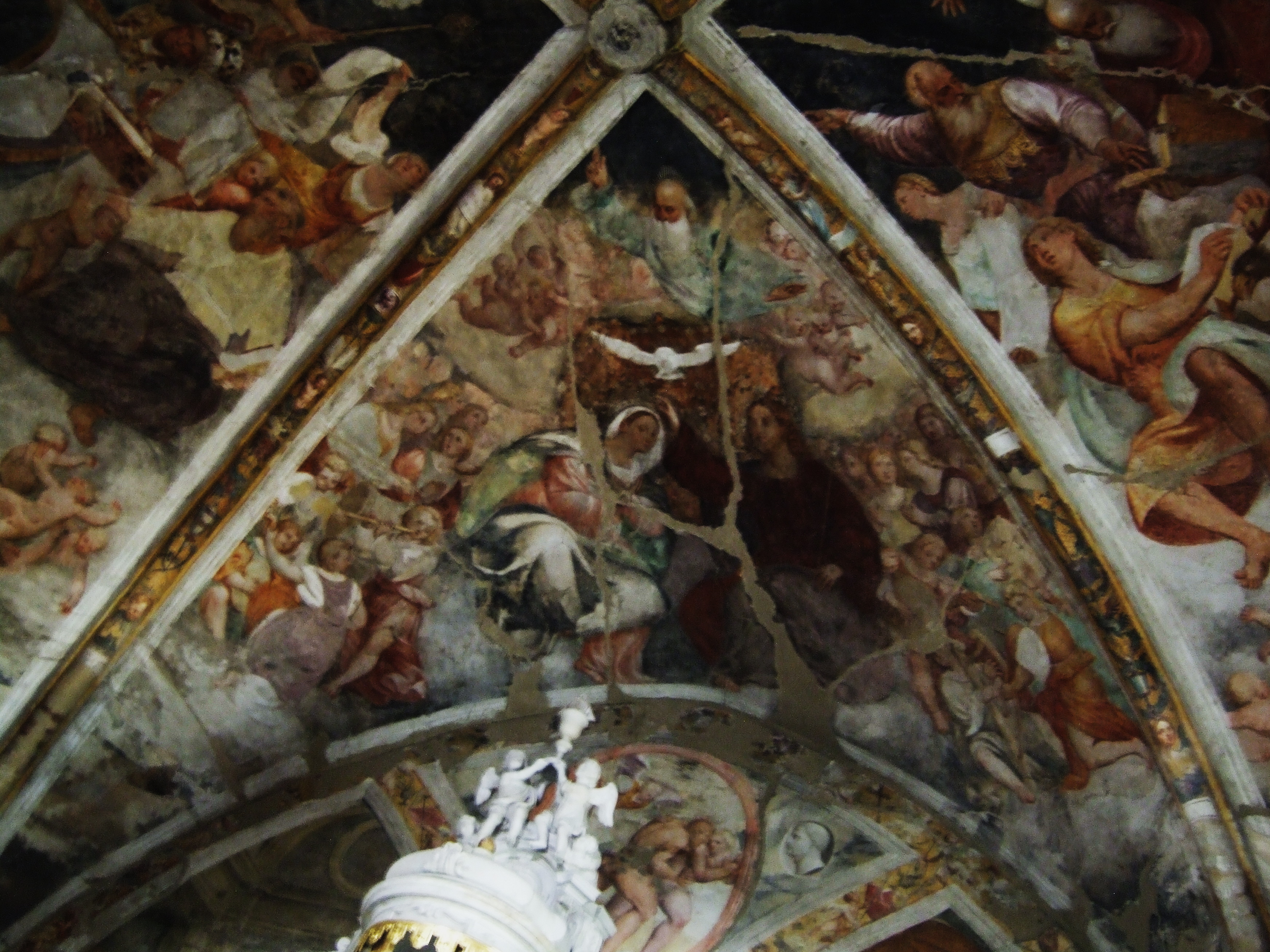
Pomponio Amalteo, Incoronazione della Vergine
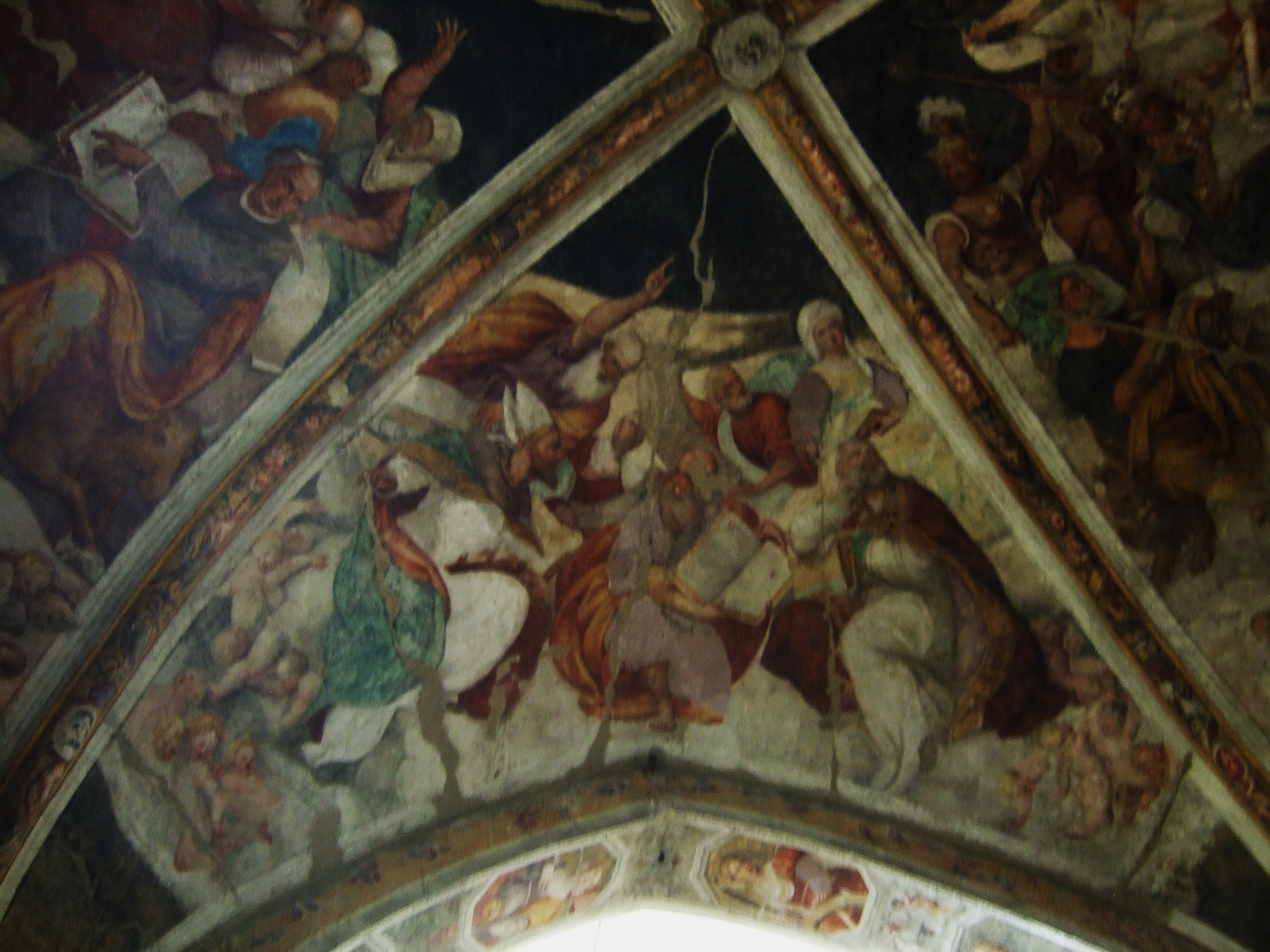
Pomponio Amalteo,
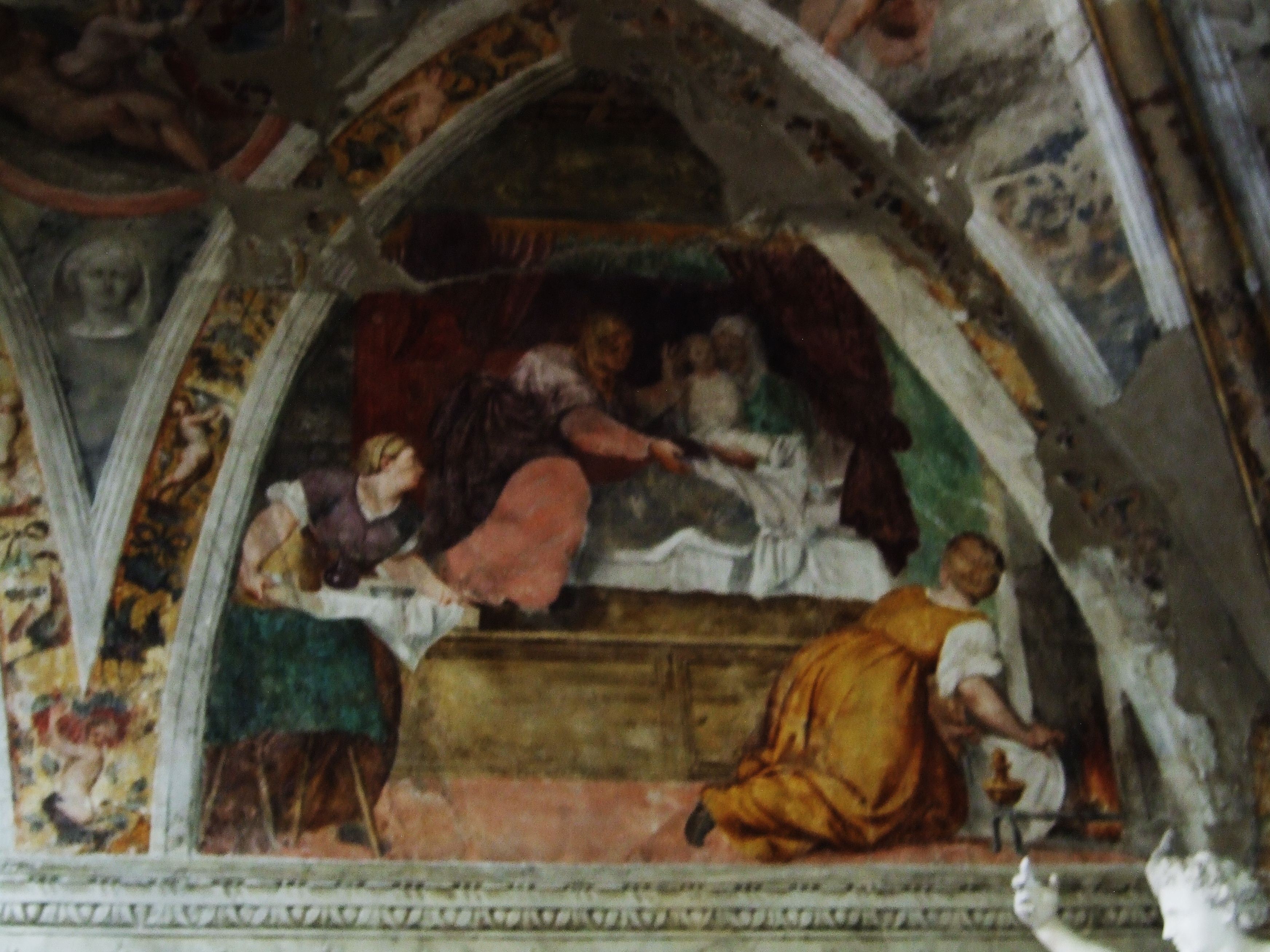
Pomponio Amalteo, Nascita della Vergine
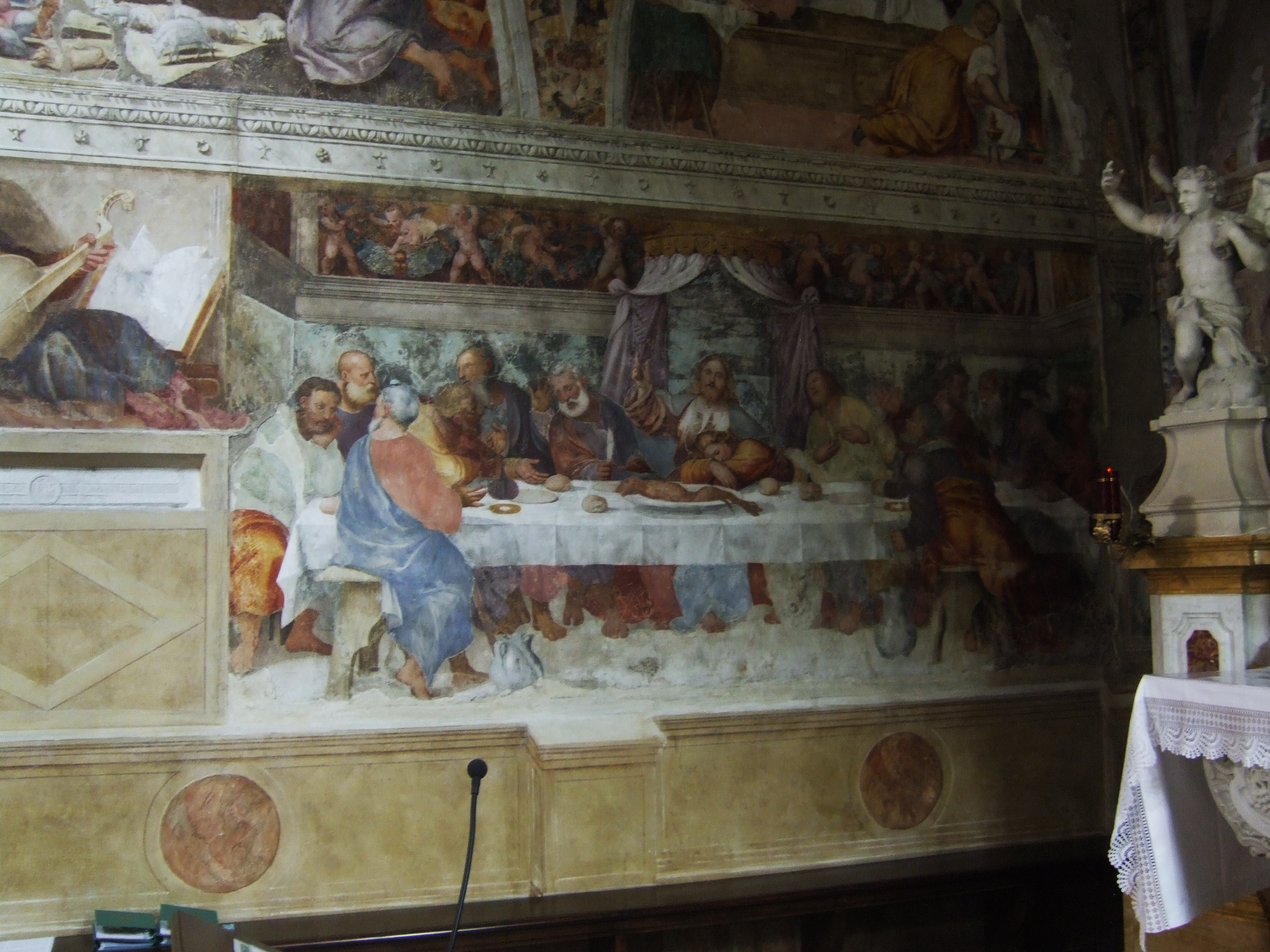
Pomponio Amalteo, Ultima Cena

L'altare maggiore è opera di Sebastiano Presciutto (1755-1759), mentre l'altare di Sant'Antonio da Padova è lavoro di Silvestro e Giuseppe Comiz provenienti dalla vicina Pinzano (1758-1759).